# Kieffer Moore
Kieffer Roberto Francisco Moore (ur. 8 sierpnia 1992 w Torquay) – walijski piłkarz występujący na pozycji napastnika, reprezentant Walii. 
W trakcie swojej kariery grał także w takich klubach, jak Truro City, Dorchester Town, Yeovil Town, Viking FK, Forest Green Rovers, Torquay United, Ipswich Town, Rotherham United, Barnsley, Wigan Athletic oraz Cardiff City.